# 아레시보
아레시보(스페인어: Arecibo, 스페인어 발음: [aɾeˈsiβo])는 미국령 푸에르토리코의 북부 해안에 위치한 기초자치단체이다. 대서양과 접하며 남쪽으로는 우투아도와 시알레스, 서쪽으로는 아티요, 동쪽으로는 바르셀로네타, 플로리다와 맞닿아 있다. 수도인 산후안에서는 서쪽으로 약 80km 거리에 떨어져 있다. 면적순으로는 푸에르토리코에서 가장 큰 지자체로 산후안, 카과스, 과이나보 광역통계지구에 속한다. 총 18개 구로 이뤄져 있으며 아레시보푸에블로 (Arecibo Pueblo)란 이름의 행정구역상 중심지이자 시내 구역이 있다. 인구는 2010년 기준 96,440명이다.
아레시보는 '코레아 대위의 비야' (La Villa del Capitán Correa, 라비야델카피탄코레아)란 이름으로도 불리는데 이는 스페인군의 대위이자 푸에르토리코의 영웅인 안토니오 데 로스 레예스 코레아의 이름을 딴 것으로, 해군소장 윌리엄 웨트스톤이 이끄는 영국 해군이 습격해 오자 물리친 인물이다. 또 '북쪽의 다이아몬드' (El Diamante Del Norte), '아레시보 해안' (La Ribera del Arecibo)이라고도 부른다.
이 도시를 대표하는 것으로는 2016년 6월까지 세계에서 가장 큰 전파망원경이었던 아레시보 천문대가 있다. 또 가톨릭교의 아레시보 교구가 위치한 곳이기도 하다.

## 역사
스페인이 푸에르토리코에 처음 발을 내딛었을 때 원주민인 타이노족들이 사는 지역을 발견하였다. 타이노족의 족장인 자마이카 아라시보 (Xamaica Arasibo)는 카시케로서 유카예케 (→마을)를 다스리고 있었는데 이때 당시 이름은 아바코아 (Abacoa)였다.
스페인 주민들은 1556년에 이곳에 와서 정착하였고, 마을 이름은 이 지역을 다스리던 카시케의 이름 '아라시보'에서 따온 '아레시보' (Arecibo)라 붙였다. 카파라 (지금의 산후안), 산게르만에 이어 푸에르토리코에 세워진 세번째 정착 마을이었다. 1616년 5월 1일에는 스페인 국왕으로부터 공식저으로 도시 지위를 부여받았으며, 펠리페 데 보몽 이 나바라 대위가 총독이 되어 다스렸다. 여기서 별명인 '코레아 대위의 마을' (La Villa del Capitan Corre)라는 말이 나왔다.
한때 푸에르토리코는 다른 유럽 열강들의 침공을 받기도 했다. 1702년 8월 5일 스페인군의 안토니오 데 로스 레예스 코레아 대위는 윌리엄 웨트스톤 수장이 이끄는 영국 해군이 아레시보를 침공해 오자 방어에 나섰다. 두 대의 군함과 군인 400여명을 앞세운 웨트스톤은 아레시보를 점령하려 하였으나, 코레아 대위는 군대를 매복시켜 기다리다가 습격에 나서 영국군 22명을 사살하고 물리치는 데 성공했다. 스페인군의 피해는 전사자 1명, 부상자 3명에 불과했다.
1778년에는 왕실 칙령에 따라 '비야' (Villa) 지위를 부여받았지만 1802년까지만 해도 실질적으로 비야에 해당되지는 않았다. 1850년에는 '무이 레알' (Muy Leal)이란 칭호를 부여받았다. 세월이 흐르면서 아레시보의 여러 지역이 개별 지자체로 떨어져 나갔는데 마나티, 바르셀로네타, 플로리다, 우투아도, 하유바, 아티요, 카무이, 케브라디야스, 이사벨라 등이 있다. 1982년에는 시 등급으로 격상되었지만 옛 칭호도 애정어린 표현으로서 그대로 사용되고 있는 편이다.

## 지리
아레시보는 푸에르토리코 북부 해안가 평지대에 위치해 있으며 섬 내부의 카르스트 지형까지 걸쳐 있다. 서대양 남부에 위치해 있으며 남쪽으로는 우투아도와 시알레스, 서쪽으로는 아티요, 동쪽으로는 바르셀로네타, 플로리다와 맞닿아 있다. 총면적은 330km2이며 그중 117.1 km2는 수역이다.
아레시보 중앙에는 리오그란데데아레시보 강이 흐르는데 아레시보의 주요 수맥이기도 하다. 남부의 카르스트 지대에는 도스보카스 호가 있으며 푸에르토리코 북부의 주요 수자원이다. 이밖에도 리오그란데 강으로 흐르는 여러 하천이 있는데 대표적으로 타나마 강이 있다. 강 동쪽에는 카뇨 티부로네스 (Caño Tiburones)란 이름의 중요한 습지대가 있는데 여러 종의 조류와 야생동물이 서식하는 보금자리이다.
아레시보에는 보호 수림이 총 두 곳 있다. 하나는 바르셀로네타 시와의 경계를 따라 위치한 캄발라체 국립수림이며, 다른 하나는 아레시보와 우투아도 사이에 있는 리오아바호 국립수림이다. 리오그란데데아레시보 강이 형성한 계곡을 따라서 벤타나 동굴을 비롯한 여러 동굴이 위치해 있으며, 이 중에서 인디오 동굴 (La Cueva del Indio)에서는 선사시대 원주민들이 그린 동굴벽화를 감상할 수 있다.

### 기후
아레시보의 기후는 기후분류법상 열대 몬순 기후로 무역풍 해안기후에 속하며, 비교적 드문 유형의 기후이기도 하다. 쾨펜의 기후 구분법에 따르면 이 기후는 Am에 해당된다.
| 아레시보의 기후          | 아레시보의 기후 | 아레시보의 기후 | 아레시보의 기후 | 아레시보의 기후 | 아레시보의 기후 | 아레시보의 기후 | 아레시보의 기후 | 아레시보의 기후 | 아레시보의 기후 | 아레시보의 기후 | 아레시보의 기후 | 아레시보의 기후 | 아레시보의 기후 |
| 월                       | 1월             | 2월             | 3월             | 4월             | 5월             | 6월             | 7월             | 8월             | 9월             | 10월            | 11월            | 12월            | 연간            |
| ------------------------ | --------------- | --------------- | --------------- | --------------- | --------------- | --------------- | --------------- | --------------- | --------------- | --------------- | --------------- | --------------- | --------------- |
| 일평균 최고 기온 °F (°C) | 84 (29)         | 84 (29)         | 86 (30)         | 87 (31)         | 88 (31)         | 90 (32)         | 90 (32)         | 90 (32)         | 90 (32)         | 90 (32)         | 88 (31)         | 88 (31)         | 88 (31)         |
| 일평균 최저 기온 °F (°C) | 65 (18)         | 64 (18)         | 65 (18)         | 66 (19)         | 69 (21)         | 70 (21)         | 71 (22)         | 71 (22)         | 70 (21)         | 70 (21)         | 68 (20)         | 66 (19)         | 68 (20)         |
| 평균 강수량 인치 (mm)    | 4.6 (120)       | 3.1 (79)        | 2.8 (71)        | 3.8 (97)        | 5.8 (150)       | 4.0 (100)       | 3.8 (97)        | 4.5 (110)       | 5.1 (130)       | 5.2 (130)       | 6.1 (150)       | 5.8 (150)       | 54.5 (1,380)    |
| 출처: Weatherbase        |                 |                 |                 |                 |                 |                 |                 |                 |                 |                 |                 |                 |                 |

## 인구
| 인구조사                                                                      | 인구    | Note | %±    |
| ----------------------------------------------------------------------------- | ------- | ---- | ----- |
| 1900년                                                                        | 36,910  |      | —     |
| 1910년                                                                        | 42,429  |      | 15.0% |
| 1920년                                                                        | 46,578  |      | 9.8%  |
| 1930년                                                                        | 56,525  |      | 21.4% |
| 1940년                                                                        | 69,192  |      | 22.4% |
| 1950년                                                                        | 75,361  |      | 8.9%  |
| 1960년                                                                        | 69,879  |      | −7.3% |
| 1970년                                                                        | 73,468  |      | 5.1%  |
| 1980년                                                                        | 86,766  |      | 18.1% |
| 1990년                                                                        | 93,385  |      | 7.6%  |
| 2000년                                                                        | 100,131 |      | 7.2%  |
| 2010년                                                                        | 96,440  |      | −3.7% |
| U.S. Decennial Census 1899 (shown as 1900) 1910–1930 1930-1950 1960–2000 2010 |         |      |       |

## 관광

### 명소
- 산 펠리페 아포스톨 대성당

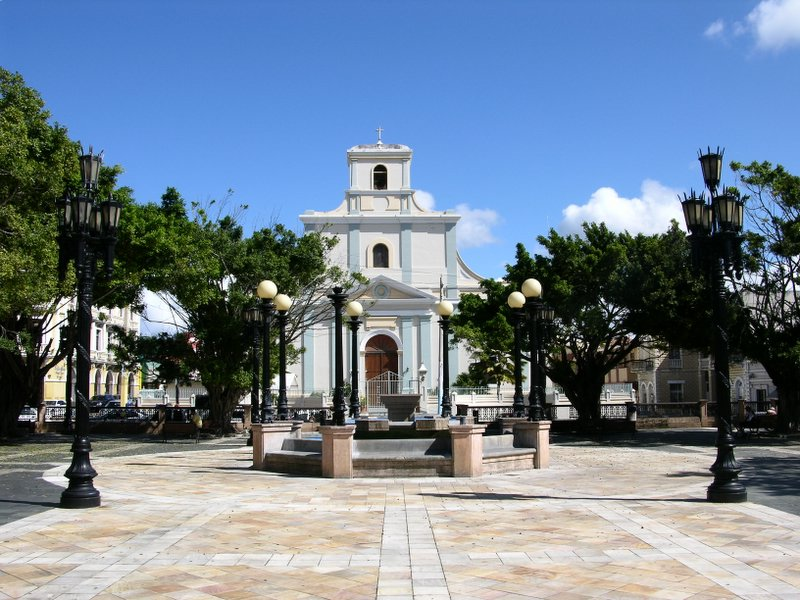
산 펠리페 아포스톨 대성당

아레시보는 푸에르토리코에서 가장 오래된 식민지 마을 중 하나이다. 이 당시에 지어진 역사적인 건물 중에는 산 펠리페 아포스톨 대성당이 있다. 이 성당은 17세기 중반에 지어졌던 최초의 교회가 1787년 지진으로 파괴되면서 18세기 후반부터 다시 세워진 것이다. 성당 공사 자체는 일찍 시작되었지만 공사기간을 오래 끌면서 1846년에서야 완공되었다. 하지만 봉헌식을 치른 지 불과 나흘 만에 지진이 닥치면서 피해를 입었고, 1882년에 보수공사를 마쳤다. 이후로도 1918년 지진으로 천장이 심하게 무너지면서 평평한 콘크리트 지붕을 올리게 되었으며, 아치지붕은 내부에 설치하였다.
아레시보 성당은 산후안 대성당 다음으로 푸에르토리코에서 두번째로 큰 성당이다. 직사각형 구조 내에 세 줄의 회중석이 자리한 구조로, 양옆의 두 회중석은 옆쪽에 교회의 절반에 달할 만큼 크게 배치된 분회당 공간 때문에 짧게 끊어져 있다. 앱스는 반원형이며 독특한 반 (半)돔 형태의 지붕이 올려져 있다. 성당의 파사드는 세 단으로 나뉜 구조로, 꼭대기층에 자리한 짧다란 중앙탑은 현지 건축가와 역사학자에 따르면 나중에 추가로 세워진 것으로 전해진다. 맨 밑층에는 전통적인 방식의 신고전주의 장식이 사용되었지만 그 위의 두 층은 띠라든가 벽기둥 같은 전통 양식은 덜 사용한 모습이다. 푸에르토리코의 성당에는 르네상스 방식대로 창이 뚫려 있는 경우는 드물지만, 성당 입구 위에 중앙탑을 세운 것은 자주 보이는 편이다.
- 아레시보 시청

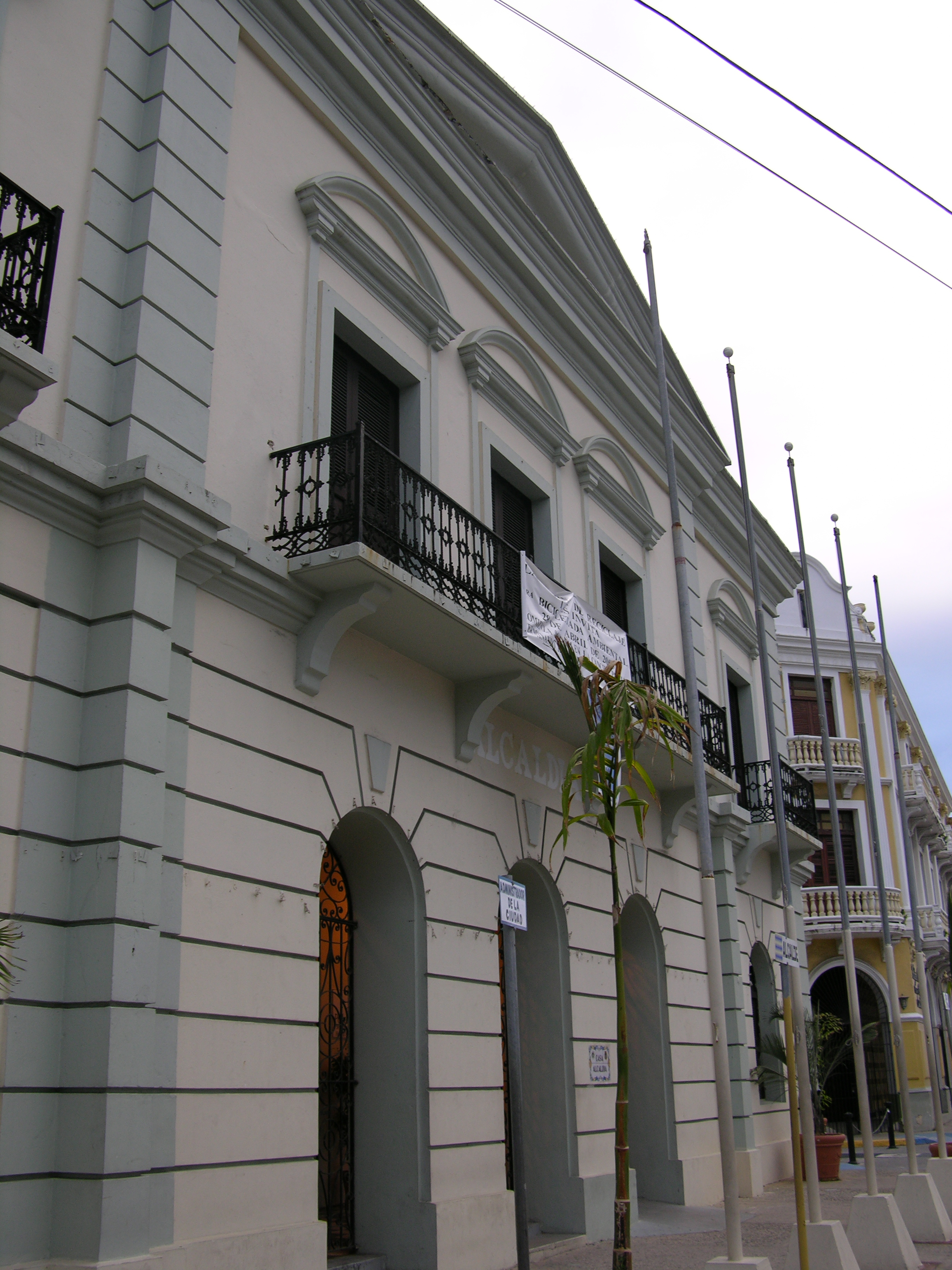
시청

1856년에 세워진 시청으로 1868년에는 그리토 데 라레스에 가담한 혁명군을 가두는 감옥으로 사용되었다. 1918년 지진 당시에는 건물 앞쪽 부분이 무너지는 피해를 겪었다. 이후 대체공사를 새로 진행하면서 시계탑이 추가되었다. 1978년에는 원래 모습으로 복원되었다.
- 푼타 로스 모리요스 등대

1898년 스페인 사람들이 지은 등대이다. 1964년에 무인화되어 현재까지도 사요오디고 있다. 등대 주변에는 아레시보 등대 역사공원이라고 하는 조그만 공원이 조성되어 있다.
- 아레시보 천문대

한때 세계에서 가장 큰 단일 전파망원경이자 세계에서 가장 성능이 좋은 레이더파 망원경이었다. 과학 연구에 보탬이 되기 위한 목적으로 지어졌으며, 《골든아이》나 《컨택트》 같은 다수의 할리우드 영화에서 촬영지로 쓰이기도 했다. 1974년 우주를 향해 아레시보 메시지를 쏘아올린 것으로도 유명하다.
- 캄발라체 자연보호구역 - 아레시보와 바르셀로네타 사이에 자리한 숲지대.

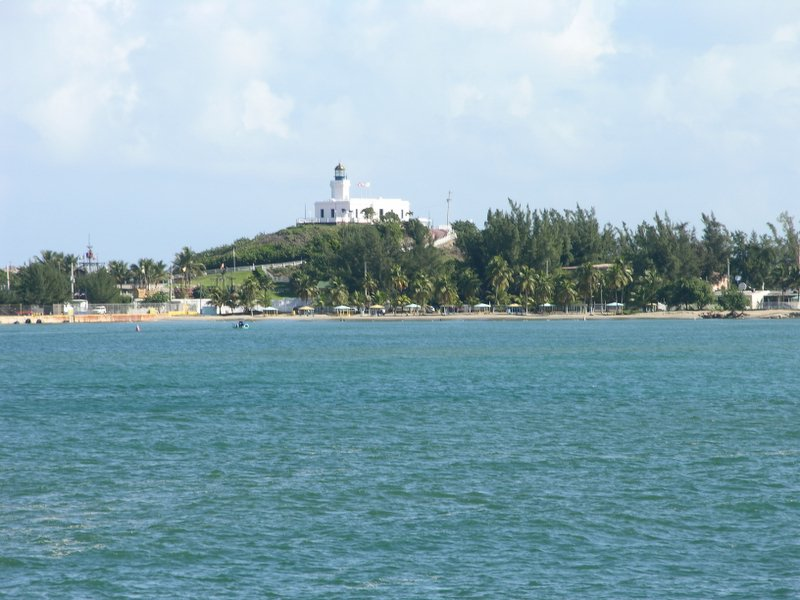
푼타 로스 모리요스 등대

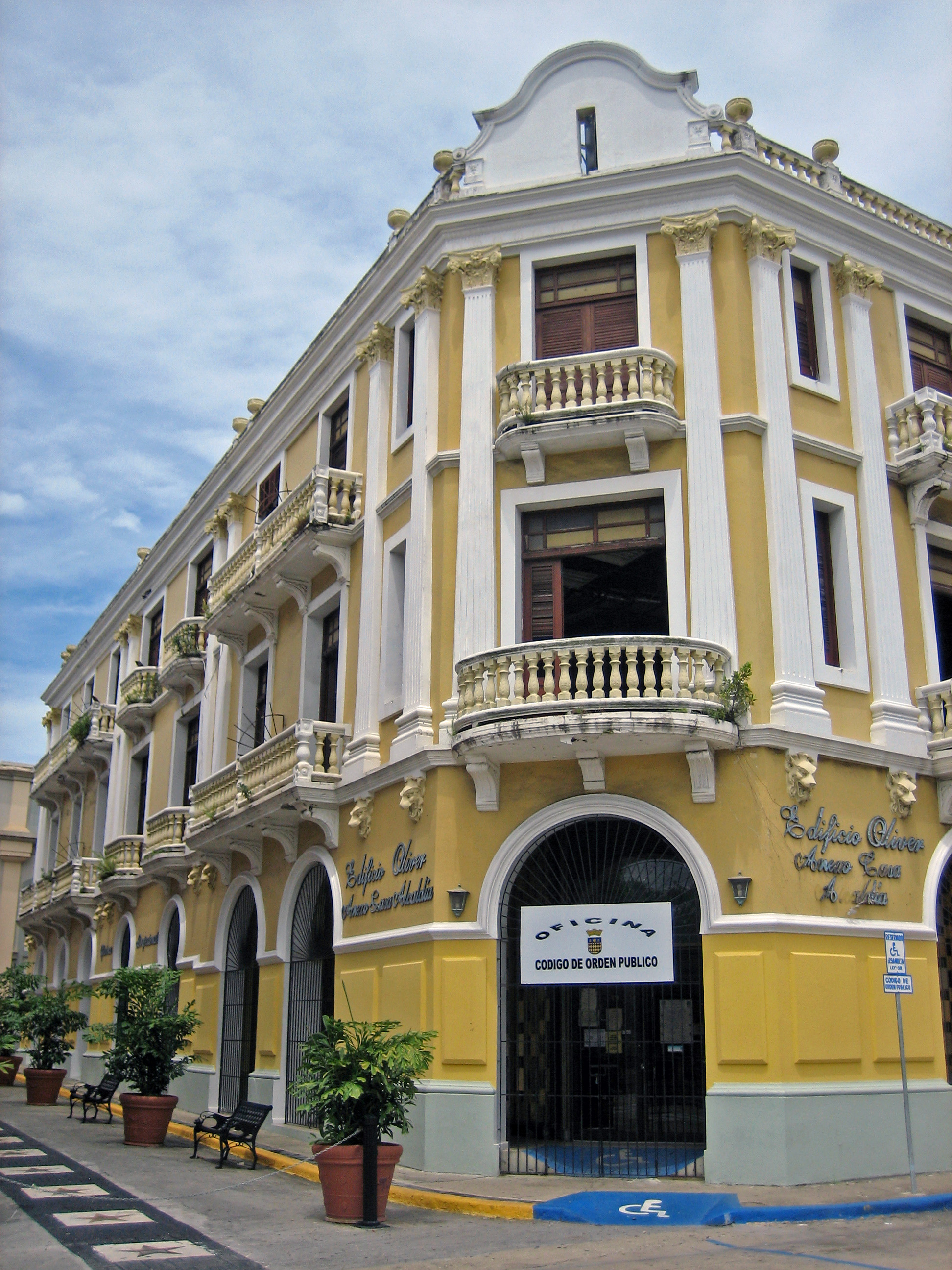
에디피시오 올리버

- 카사 울랑가 - 원래는 스페인에서 건너온 프란시스코 울랑가라는 사람의 저택으로 지어진 건물로 여러 가지 용도로 사용도어 왔다. 한때 은행, 가게, 아레시보 시청, 감옥, 법원으로도 사용되었으며 지금은 아레시보 문화센터로 운영되고 있다.
- 쿠에바 델 인디오 - 타이노족의 선사시대 벽화를 감상할 수 있는 고고학 유적지.

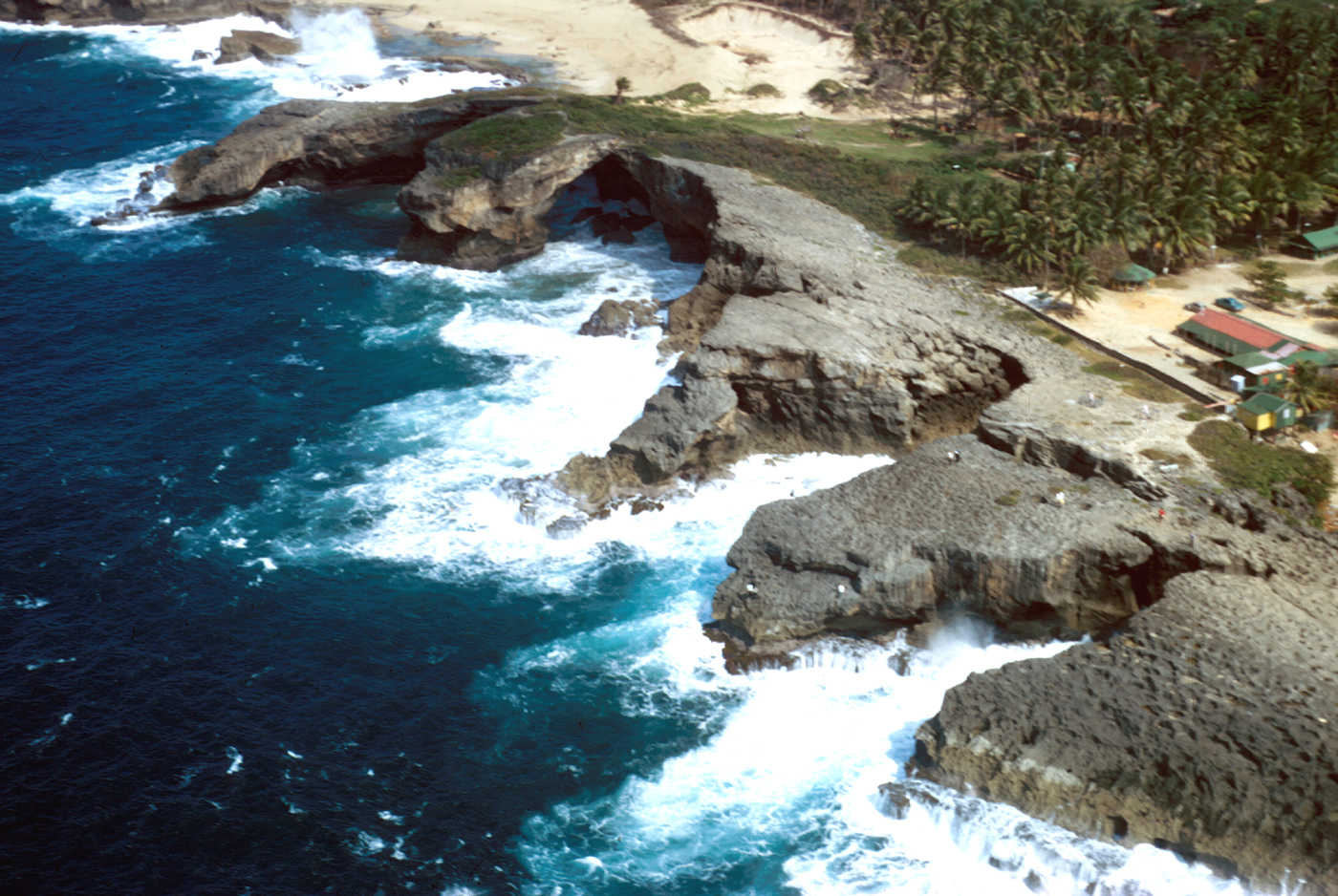
공중에서 본 쿠에바 델 인디오

- 크리스토퍼 콜럼버스 상 - 정식 명칭은 《신세계의 탄생》.[10][11] 러시아의 작가 추라브 체레텔리의 작품으로 높이는 90m에 달한다. 완공 당시에는 아메리카에서 가장 큰 상이었다.
- 도스 보카스 호 - 아레시보와 우투아도 사이에 위치한 자연보호구역
- 빅토르 로하스 길 - 다마스 길 혹은 엘 푸에르테라고 짧게 부르며 1881년에 지어졌다. 한때 이곳에 산미구엘의 유적이 남아 있었다.
- 마누엘 페타카 이기나 콜리세움 - 농구단 아레시보 캡틴스의 구단.
- 아레시보 예술역사박물관

## 교통
아레시보 내에는 안토니오 후아르베 폴 공항이라는 이름의 조그만 비상업용 공항이 하나 있다. 현재 이 공항에 취항하는 민영 항공사는 한 곳도 없다.
푸에르토리코의 PR-22 도로가 아레시보를 통과하지만 시내는 지나치기만 한다. 아레시보 시내로 진입하려면 PR-2, PR-10, PR-129를 이용해야 한다.

## 교육
아레시보 내에는 여러 공립 / 사립 학교가 자리해 있으며 각 지역마다 분포해 있다. 이곳의 공공교육은 푸에르토리코 교육부가 담당한다. 도시 내에는 대학교도 여러 곳이 있는데 다음과 같다.
- 푸에르토리코 대학교 아레시보 캠퍼스
- 푸에르토리코 범미대학교
- 푸에르토리코 교황 가톨릭 대학교
- 에스테 대학교

이밖에도 국립사업기술대학교나 ICPR 주니어 대학교 등 기술학교도 몇 곳이 있다.

## 출신인물
다음은 아레시보 출신의 인물이다.
- 아라시보 - 타이노족 추장
- 멜바 아코스타 - 푸에르토리코 재무부장관
- 델마 S. 아리고이티아 - 작가
- 마리아 카디야 - 교육인
- 루이사 카페티요 - 노조 대표 / 시민권리 운동가
- 에드나 콜 - 교육인
- 카베타노 콜 이 쿠치 - 푸에르토리코 의회 초대 의장
- 호세 콜 이 쿠치 - 정치인, 푸에르토리코 국민당 창당인
- 카베타노 콜 이 토스테 - 역사학자
- 이사벨 쿠치 콜 - 언론인
- 프란시스코 곤살로 마린 - 시인
- 레네 마르케스 - 극작가
- 안토니오 데 로스 레예스 코레아 - 군인
- 미르타 실바 - 가수
- 마누엘 세노 간디아 - 저자

## 같이 보기
- 아레시보 교구